# José Contreras Verna
José David Contreras Verna (Guasdualito, 20 ottobre 1994) è un calciatore venezuelano, portiere del Barcelona SC e della nazionale venezuelana.

## Carriera

### Club
Ha giocato nei campionati venezuelano, francese, colombiano, costaricano ed ecuadoriano.

### Nazionale
Ha esordito in nazionale nel 2016.
Viene convocato per la Copa América Centenario negli Stati Uniti.

## Palmarès

### Competizioni nazionali
- Campionato venezuelano: 1

Deportivo Táchira: 2014-2015